# Grootoogvaalhaai
De grootoogvaalhaai (Iago omanensis) is een haai uit de familie van de gladde haaien.

## Natuurlijke omgeving
De grootoogvaalhaai komt voor in het westen van de Indische Oceaan bij de Rode Zee, de Golf van Aqaba, de Golf van Oman tot Pakistan en zuidwest India.

## Synoniemen
- Eugaleus omanensis - Norman, 1939[2]
- Galeorhinus omanensis - (Norman, 1939)[2]

Langsnuitvaalhaai (Iago garricki) · Grootoogvaalhaai (Iago omanensis)